# Olympique du Marin
El Olympique du Marin es un equipo de fútbol de Martinica que juega en la Campeonato Nacional de Martinica, la primera división nacional.

## Historia
Fue fundado en el año 1946 en la ciudad de Le Marin, logrando ser campeón nacional por primera vez en la temporada 1984/85, además de ganar la copa de la isla en dos ocasiones y una Copa de Francia.
A nivel internacional participó en la Copa de Campeones de la Concacaf 1986 en la que fue eliminado en la primera ronda por el CS Moulien de isla de Guadalupe.

## Palmarés
- Campeonato Nacional de Martinica: 1

1984/85
- Copa de Martinica: 2

1987/88, 1988/89
- Copa de Francia: 1

1973

## Participación en competiciones de la Concacaf
| Temporada | Torneo                           | Ronda | Club       | Casa | Visita | Global |
| --------- | -------------------------------- | ----- | ---------- | ---- | ------ | ------ |
| 1986      | Copa de Campeones de la Concacaf | 1     | CS Moulien | 0-1  | 0-0    | 0-1    |